# Baker Street
Baker Street je ulice ve čtvrti Marylebone v londýnském obvodu Westminster. Je známá ve vztahu k fiktivní postavě Sherlocka Holmese, který bydlel v domě číslo 221B což je adresa, která nikdy neexistovala.
Ulice byla pojmenována po staviteli Williamu Bakerovi, který tuto ulici postavil v 18. století. Původně zde bydleli příslušníci vyšší společenské třídy ale v současnosti se zde nachází obchodní objekty.
Baker Street je rušnou dopravní tepnou vedoucí od Regent's Parku, protínající Marylebone Road a ústící na Portman Square.
V ulici se nachází stanice metra Baker Street a oddělení ztrát a nálezů společnosti Transport for London.

## Významné instituce
- 1835 – otevřena první stálá expozice Muzea voskových figurín Madame Tussaud. Roku 1884 bylo muzeum přestěhováno nedaleko odsud na Marylebone Road.
- 1940 – na Baker Street číslo 64 bylo přestěhováno ředitelství  Special Operations Executive.
- 1971 – ve zdejší pobočce Lloyds Bank došlo k významné bankovní loupeži.
- 1991 – v domě číslo 239 bylo otevřeno Muzeum Sherlocka Holmese. Na tuto adresu je doručována korespondence pro Sherlocka Holmese. Socha Sherlocka Holmese je umístěna poblíž stanice metra Baker Street.
- ředitelství Marks & Spencer původně do roku 2004 v Michael House.